# 大乌斯秋格区
大乌斯秋格区（俄语：Великоустюгский район）是俄罗斯联邦沃洛格达州下辖的一个区，其行政中心为大乌斯秋格。据2016年统计，该区的人口为54985人。